# Mike Prpich
Mike Prpich (Kenaston, Saskatchewan, 27. ožujka 1982.)  kanadski je profesionalni hokejaš na ledu hrvatskog podrijetla. Igra na obje krilne pozicije. Bio je član hrvatskog KHL Medveščaka u EBEL-u.

## Karijera
Prpich je karijeru započeo u juniorskoj BCHL (British Columbia Hockey League) gdje je 2000./01. za Penticton Pantherse odigrao 52 utakmice upisavši 25 golova i 21 asistenciju. Četiri godine studija (2002. – 2006.) na prestižnom sveučilištu u Sjevernoj Dakoti bila su odskočna daska za njegovu budućnost. Naime, tijekom tog razdoblja u NCAA-u odigrao je 160 susreta (31 pogodak i 21 asist), a 2005./06. su osvojili konferencijski naslov. 
Kratko se zadržao i na klupi AHL momčadi Iowa Starsa odigravši tek dva susreta. No, zato je 2006./07. u redovima New Mexico Scorpionsa koji igraju u CHL-u potpuno zablistao te je u 64 dvoboja ubilježio 23 gola i 22 asistencije. AHL i CHL otvorila su mu vrata prema najjačoj britanskoj ligi EIHL-u (Elite Ice Hockey League) i Cardiff Devilsima s kojima je odradio dvije sezone. U posljednjoj sezoni bio je prvi strijelac Devilsa upisavši u 57 utakmica 35 pogodaka i 34 asistencije. U slaganju momčadi za novu sezonu 2009./10. Prpich je potpisao za hrvatski KHL Medveščak.

## Statistika karijere
Bilješka: OU = odigrane utakmice, G = gol, A = asistencija, Bod = bodovi, +/- = plus/minus, KM = kaznene minute, GV = gol s igračem više, GM = gol s igračem manje, GO = gol odluke
| 2009./10. | KHL Medveščak | EBEL | 22 | 2 | 1 | 3 | -13 | 68 | 0 | 0 | 0 |  |  |  |  |  |  |  |  |  |

## Vanjske poveznice
- Profil na The Internet Hockey Database